# 사랑할 때와 이별할 때
사랑할 때와 이별할 때(Paroles Et Musique, Love Songs)는 프랑스, 캐나다에서 제작된 엘리 슈라뀌 감독의 1984년 드라마 영화이다. 까뜨린느 드뇌브 등이 주연으로 출연하였고 엘리 슈라키 등이 제작에 참여하였다.

## 출연

### 주연
- 까뜨린느 드뇌브
- 크리스토퍼 램버트

### 조연
- 리차드 안코니나
- 자크 페랭
- 닉 맨쿠소
- 데일 헤이든
- 샤를로뜨 갱스부르
- 도미니크 라배넌트

## 제작진
- 미술: 제라르 다우덜